# Diadelia oberthuri
Diadelia oberthuri är en skalbaggsart som beskrevs av Stefan von Breuning 1957. Diadelia oberthuri ingår i släktet Diadelia och familjen långhorningar.
Artens utbredningsområde är Madagaskar. Inga underarter finns listade i Catalogue of Life.